# Chthonius guglielmii
Chthonius guglielmii är en spindeldjursart som beskrevs av Giuliano Callaini 1986. Chthonius guglielmii ingår i släktet Chthonius och familjen käkklokrypare. Inga underarter finns listade i Catalogue of Life.